# Klipfontein
El MS Klipfontein fue un transatlántico holandés botado en marzo de 1939 y entregado el 29 de julio, destinado al servicio en Sudáfrica. La declaración de guerra en Europa, incluida la declaración de guerra de Gran Bretaña y Sudáfrica a Alemania, dio lugar a que el barco fuera transferido al servicio entre las Indias Orientales Holandesas y la costa oeste de América del Norte. Después de la invasión alemana de los Países Bajos en mayo de 1939, con el gobierno holandés en el exilio en Londres, el barco apoyó el esfuerzo bélico aliado. Después de la entrada de los Estados Unidos en la guerra, el barco fue operado por agentes holandeses de la Administración de Transporte de Guerra de los Estados Unidos (WSA) desde febrero de 1942 hasta febrero de 1946 como barco de transporte de tropas desde la costa oeste de los Estados Unidos hasta las zonas de guerra del Pacífico.
El barco se hundió el 8 de enero de 1953 en las cercanías de Inhambane durante un viaje desde Lourenco Marques a Beira, Mozambique. Todos los pasajeros se salvaron y la carga fue rescatada parcialmente más tarde.

## Hundimiento
El barco se perdió durante un viaje desde Ámsterdam hacia el sur y el este de África. Durante la travesía que partió de Lourenco Marques (actual Maputo) el 8 de enero de 1953 hacia Beira, Mozambique, el barco había pasado Ponta Zavora a unas 2,5 millas náuticas (2,9 millas; 4,6 km) de distancia cuando unos 22 minutos después se sintió una vibración seguida de tres impactos. El barco fue abandonado una hora después.
El naufragio se encuentra entre dos sistemas de arrecifes, uno costero y otro marino, cerca de Zavora. La naturaleza exacta de la causa aún es un tema de discusión. Se especula que el barco chocó contra el arrecife en el que ahora se encuentran los restos. Otros señalan naufragios en la zona, incluido un posible submarino alemán.
El cargamento estaba compuesto por 1.000 toneladas de mineral de cobre y manganeso y 100 fardos de lana. El cobre fue recuperado posteriormente.

## Pecio
El pecio se encuentra a 53 m (174 pies) y es un hábitat importante para los meros gigantes. También se pueden ver mantarrayas.